# Biserica de lemn din Olteanca-Chituci

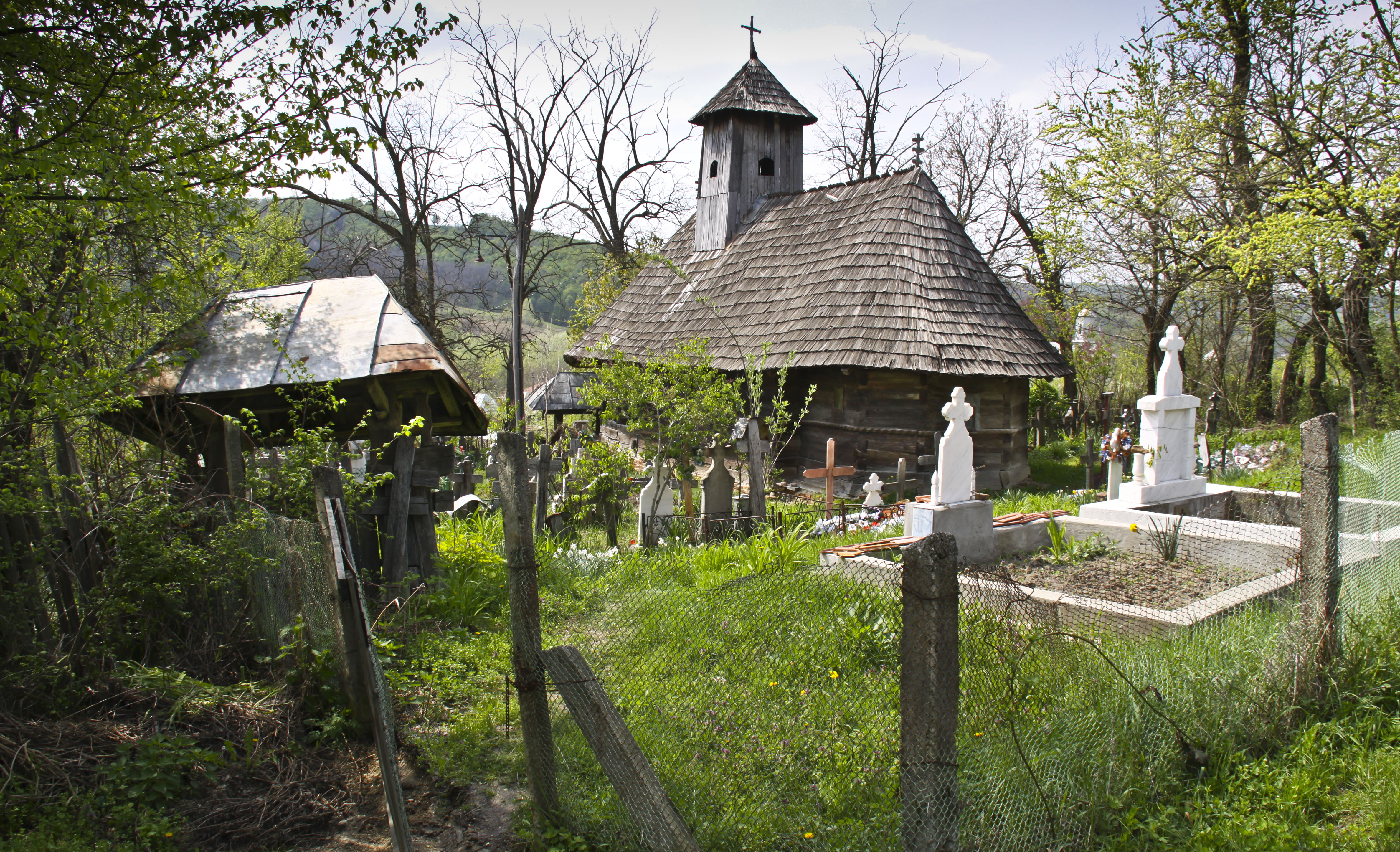
Biserica de lemn din Olteanca-Chituci, vedere dinspre sud-est, foto: 2010

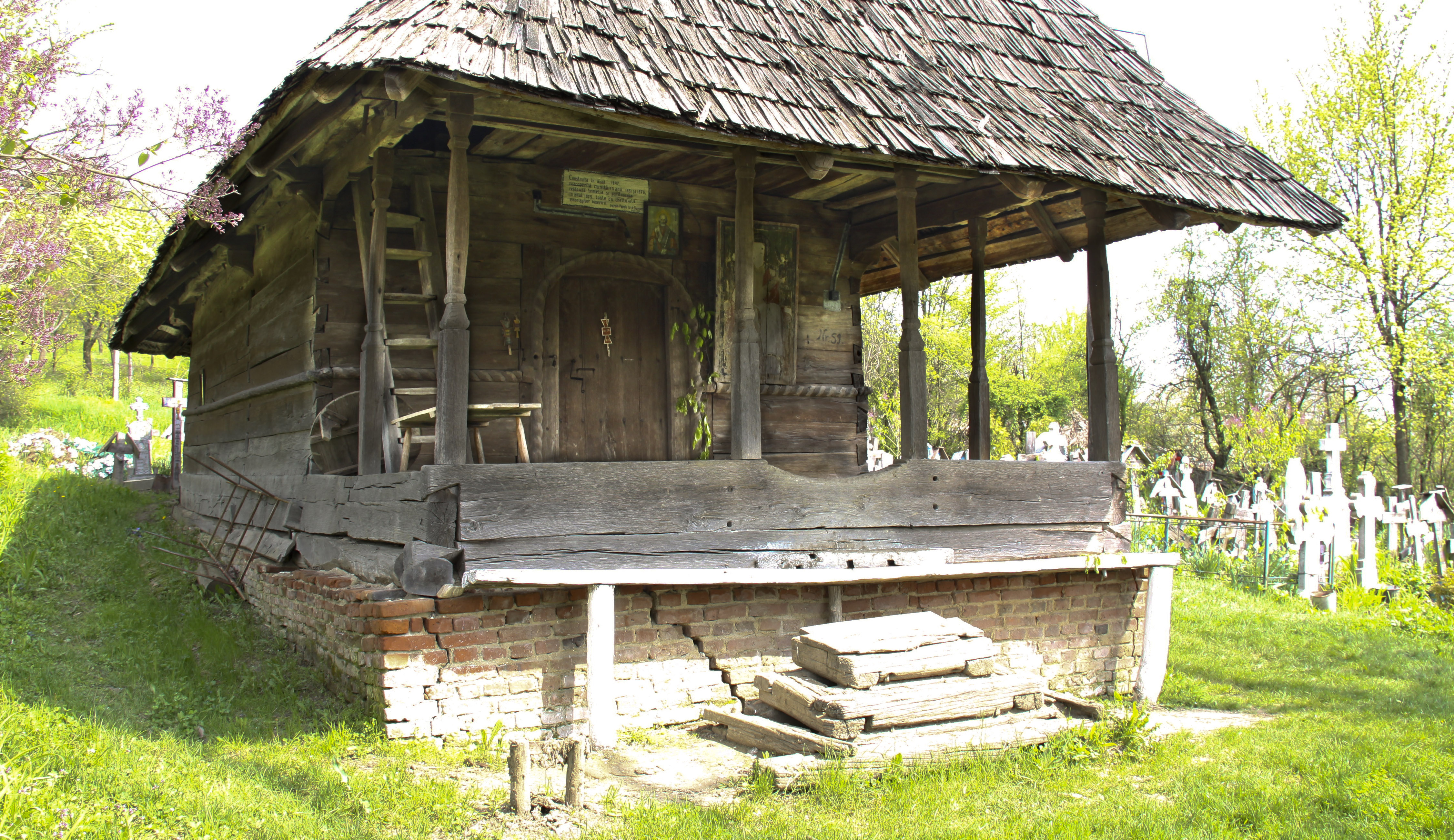
Pridvorul în fața intrării în biserică, foto: 2010

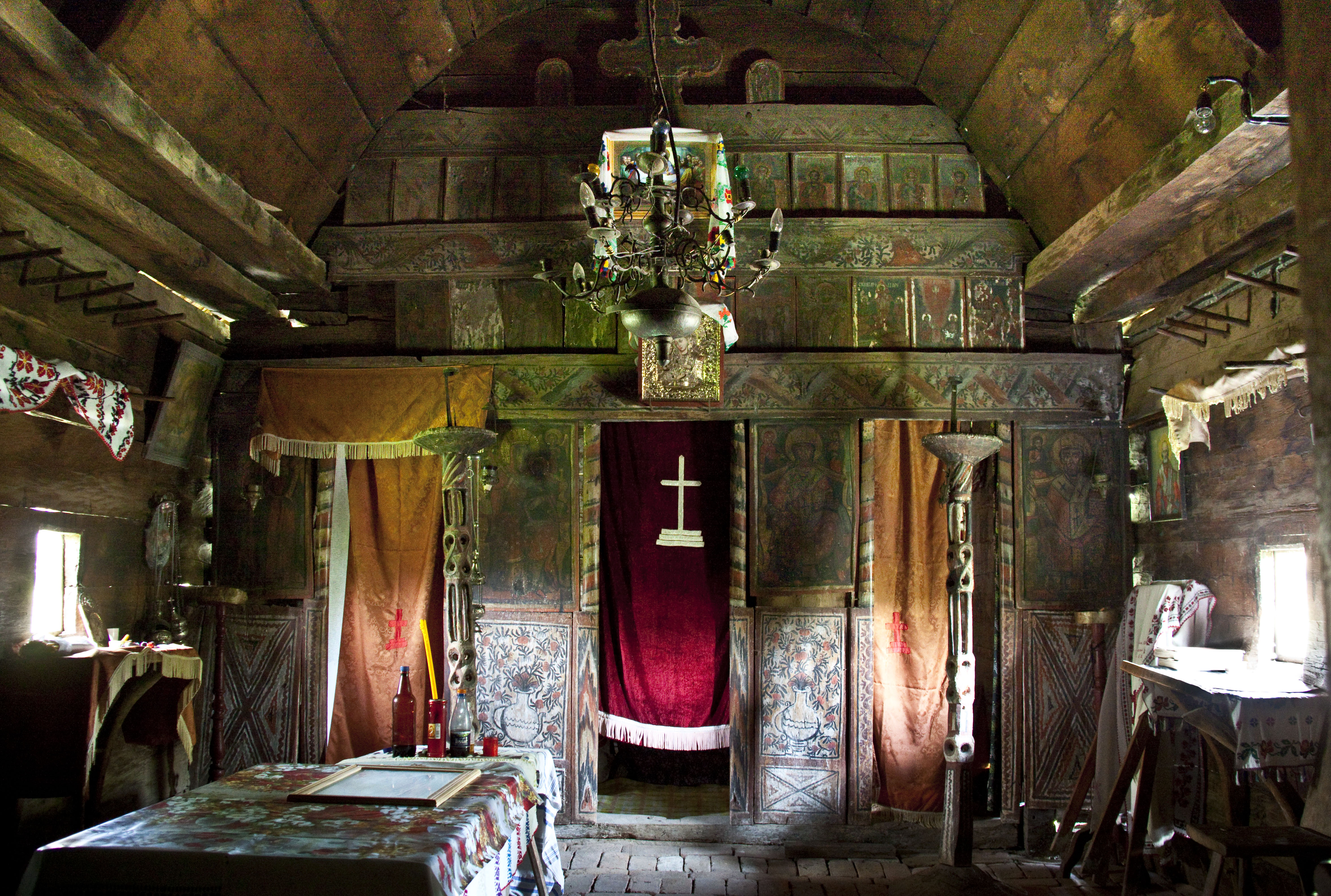
Interiorul bisericii, iconostasul, foto: 2010

Biserica de lemn din Olteanca-Chituci se află în cătunul Chituci din localitatea Olteanca, comuna Glăvile, județul Vâlcea. Are hramul „Sfântul Nicolae” și a fost construită înainte de anul 1847. Se remarcă prin structura bine păstrată, prin sculptura frumoasă de la intrare și funia mediană. Pictura icoanelor de pe iconostas precum și pictura parietală din altar se disting prin calitate și colorit. Biserica este înconjurată și integrată într-un ansamblu valoros de cimitirul vechi, accesibil prin două porți de lemn tradiționale, dinspre apus și răsărit, databile odată cu biserica. Biserica este înscrisă pe noua listă a monumentelor istorice, LMI 2004:  VL-II-m-B-09853. 
În sat se păstrează încă două biserici de lemn, în cătunele Sânculești și Marinești. Cea dintâi este foarte asemănătoare celei din Chituci, dezvăluind participarea acelorași meșteri dulgheri, cruceri și zugravi sau surse de inspirație comune în anumite momente ale existenței lor. Prezența acestor trei bisericuțe de lemn în mijlocul vechilor cimitire oglindește structura geografică și socială de odinioară a așezării, ilustrând exemplar descrierile de epocă ale așezărilor din zona deluroasă a Olteniei.

## Istoric
Pisania modernă, pictată pe peretele de deasupra intrării în biserică, afirmă: „Construită în anul 1847, reacoperită cu șiță în anii 1951 și 1978, refăcută temelia și pardoseala în anul 1975, toate cu cheltuiala enoriașilor bisericii. Paroh preot Ilie Scrieciu, anul 1981.”. Această pisanie surprinde o presupusă datare și câteva inițiative importante de a repara biserica pentru a-i asigura existența mai departe. Câteva însemnări pe icoanele împărătești rețin anul 1848 și semnătura zugravului Popa Ioan din Amărăști : „Popa Ionu zugravu otu Amărăști; 1848 ...”, „Popa Ionu zugra[vu] otu Amărăște; 1848 se[ptemvrie]” și „Popa Ioanu zug[ravu]; 1848 lu[na] s[ep]te[m]vr[i]e 2”.

## Trăsături
Structura originală a bisericii se păstrează în bune condiții. Stă pe o fundație de cărămidă, și este acoperită cu un acoperiș unic de șiță. Butea este ridicată din bârne fățuite din bardă, încheiate cu cheotori netede, bisericești, în coadă de rândunică. Turnul este ridicat scurt peste tindă. Planul construcției se desfășoară de la vest la est și este împărțit între pridvor, tindă, naos și altar. Pridvorul este spațios, mărit într-o etapă ulterioară cu suprafața dublă celei inițiale. Printr-un portal original, cu funii groase scoase în relief, se trece spre tinda femeilor. De aici, se trece prin încă un portal în naos sau biserica bărbaților. Aceasta este cea mai încăpătoare dintre încăperi, acoperită cu o boltă de lemn. Trecerea spre altarul îngust, terminat în cinci laturi, se face prin trei uși. Altarul este acoperit de o boltă propie și în întregime pictat. Se pot găsi asemănări cu pictura interioară din biserica de lemn din cătunul vecin Sânculești, databilă 1864.

## Imagini exterioare

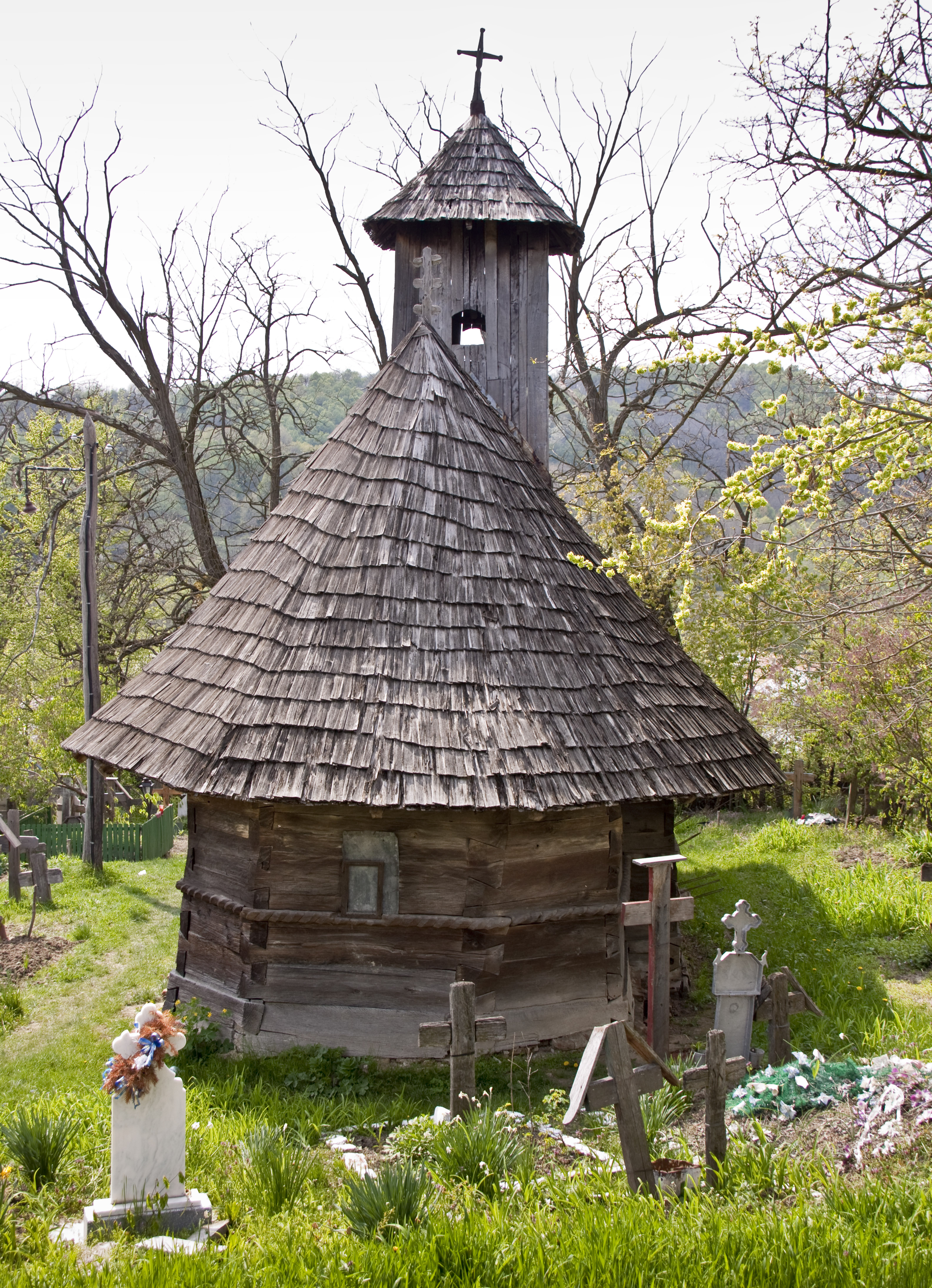
răsărit
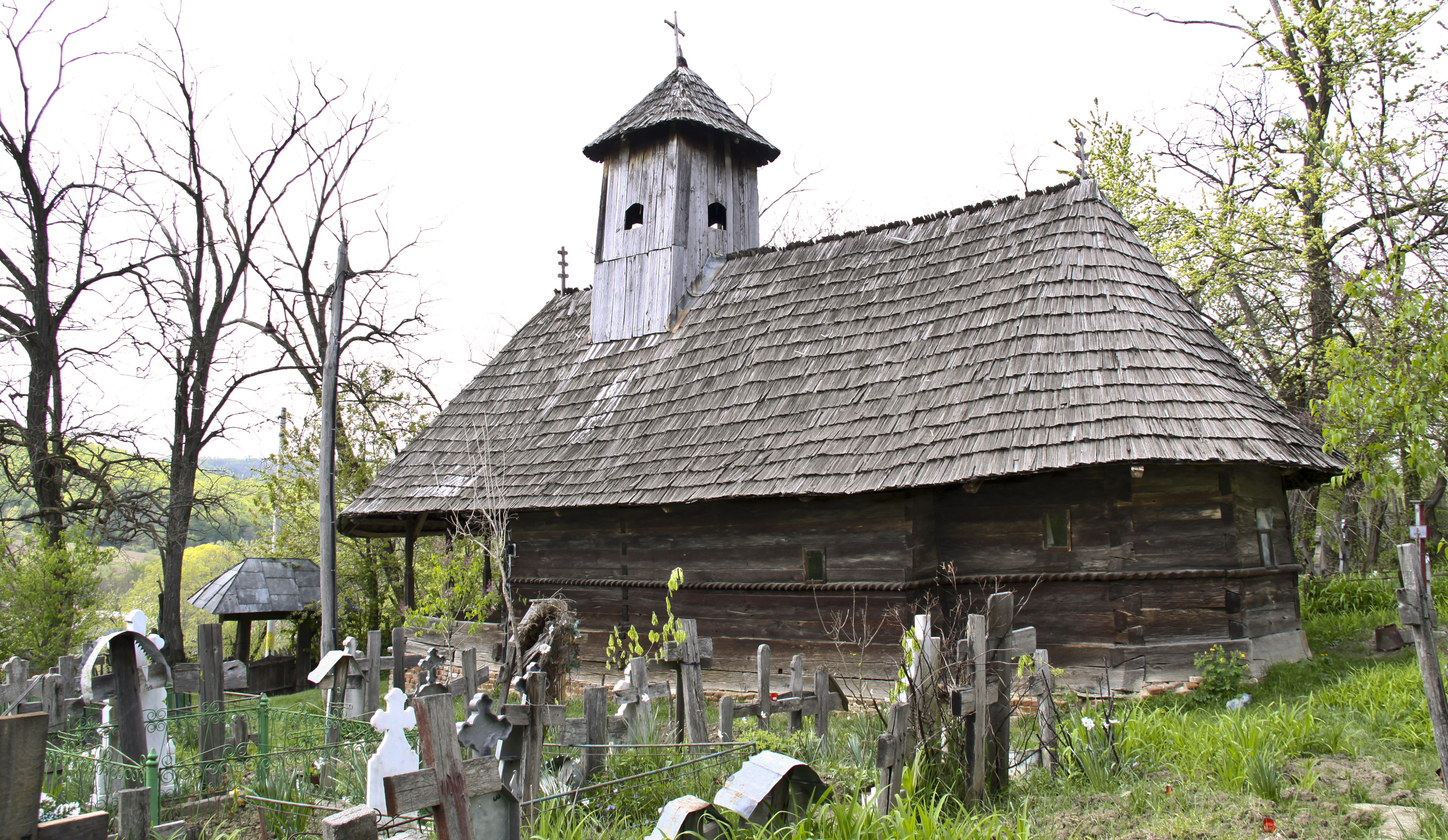
sud
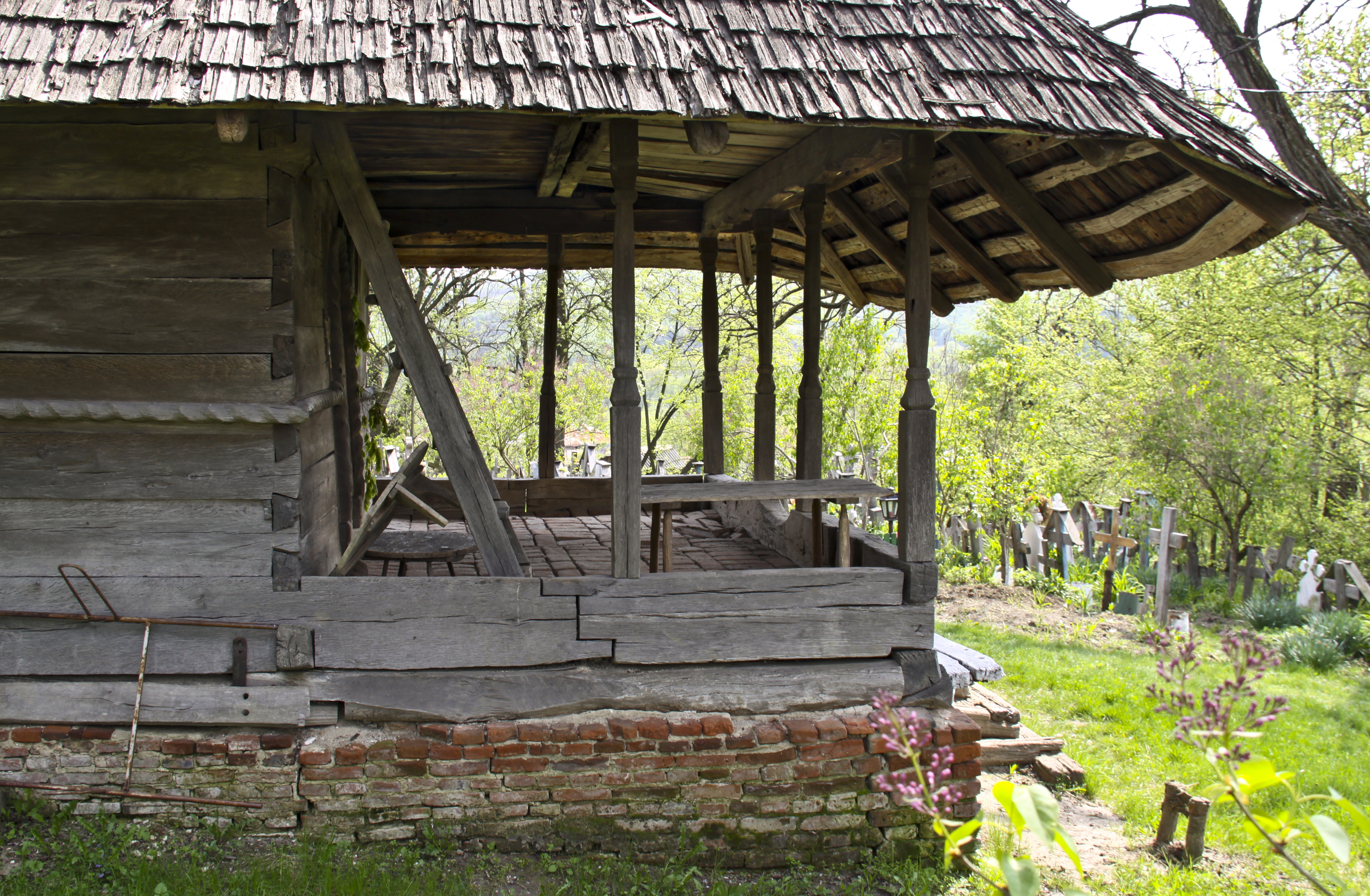
pridvor, nord
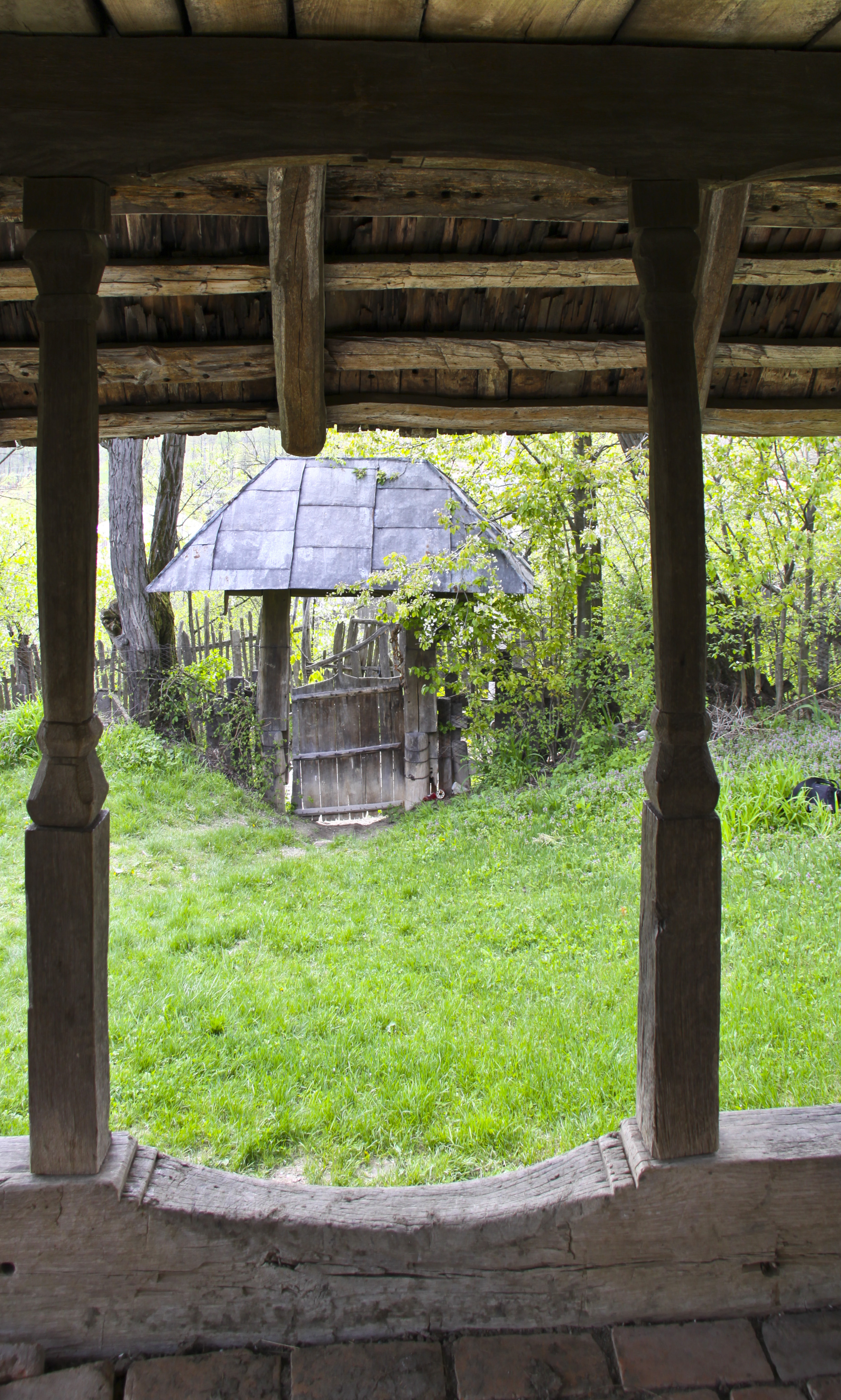
intrare în pridvor
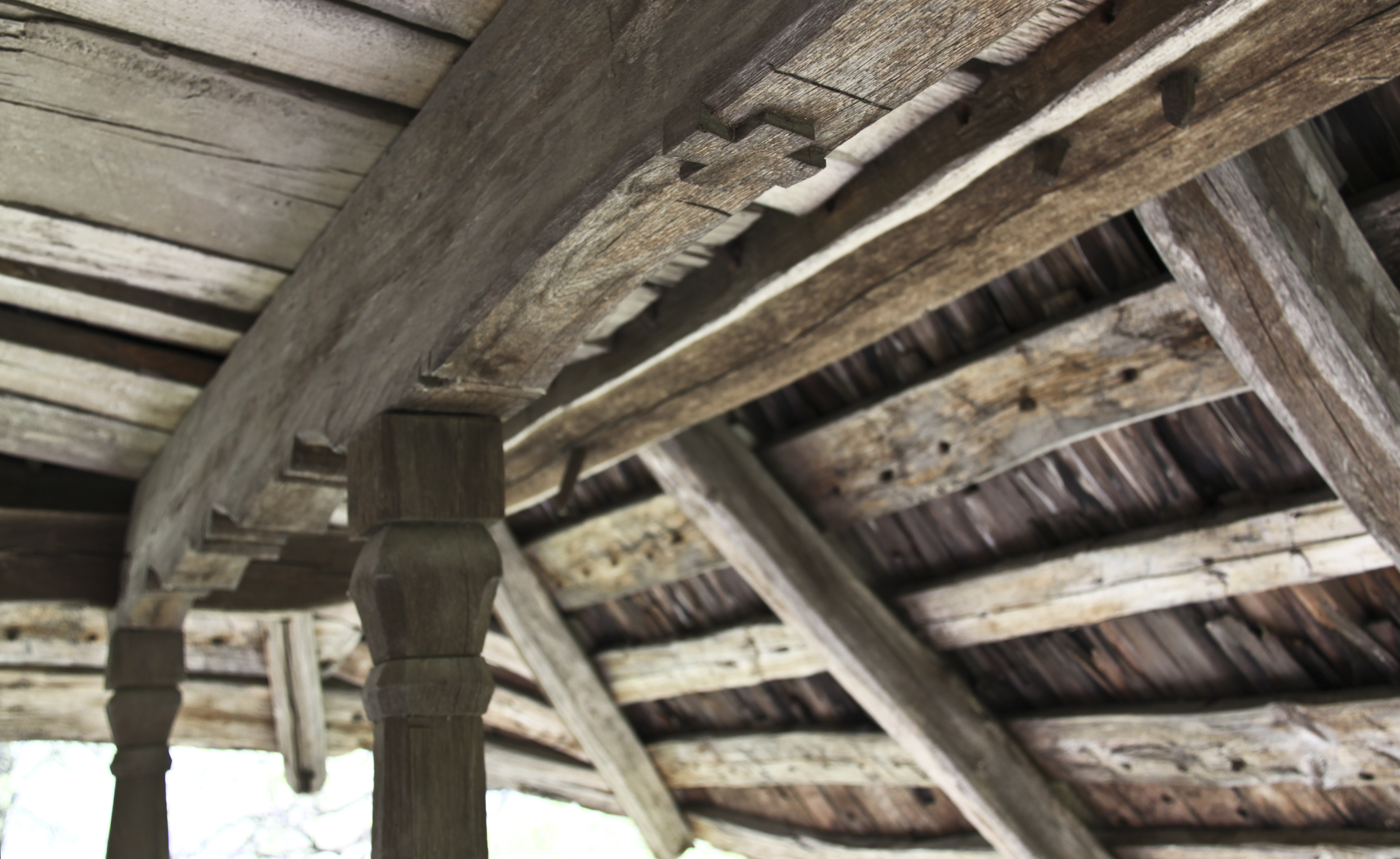
fruntar pridvor
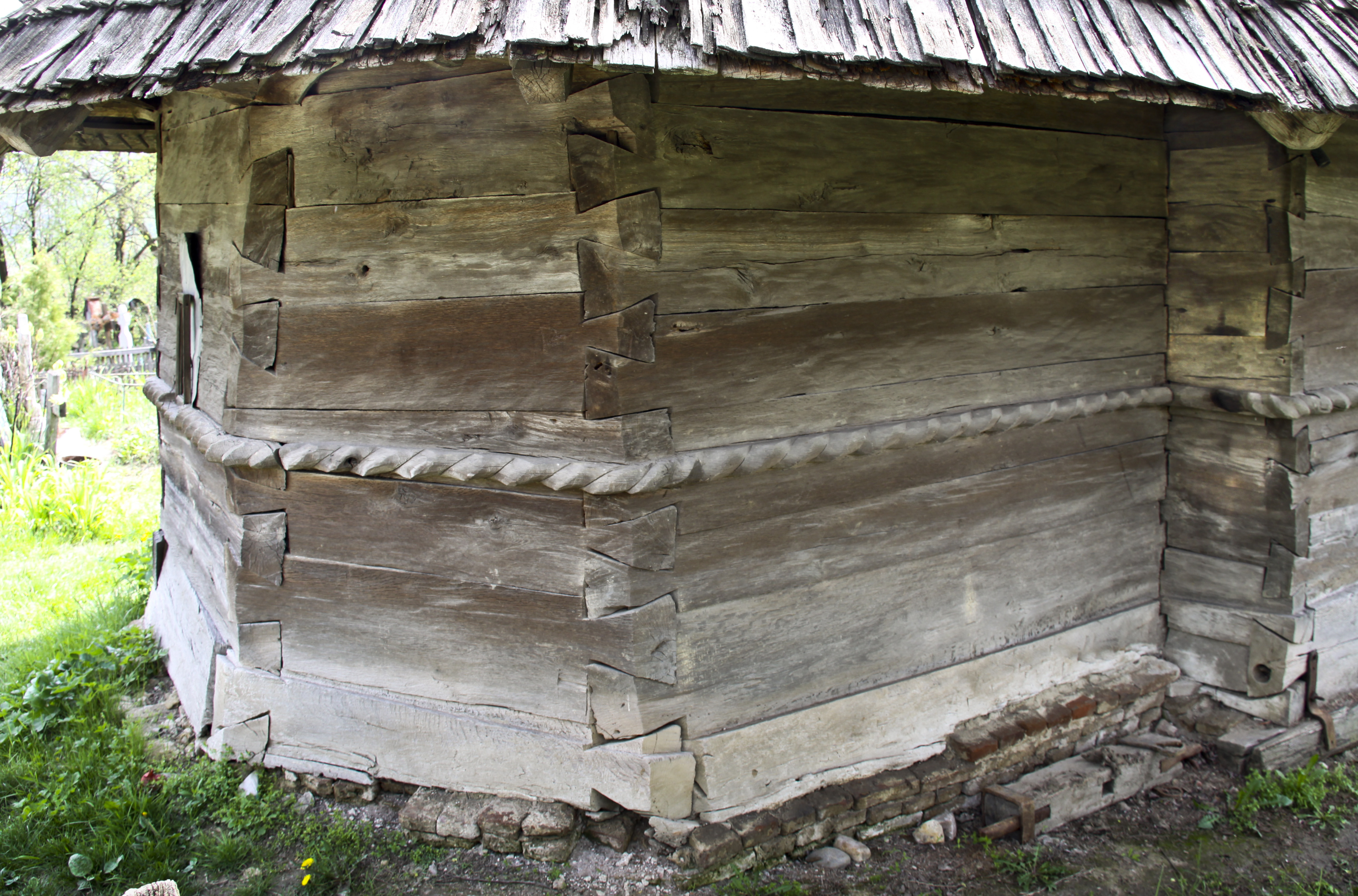
altar
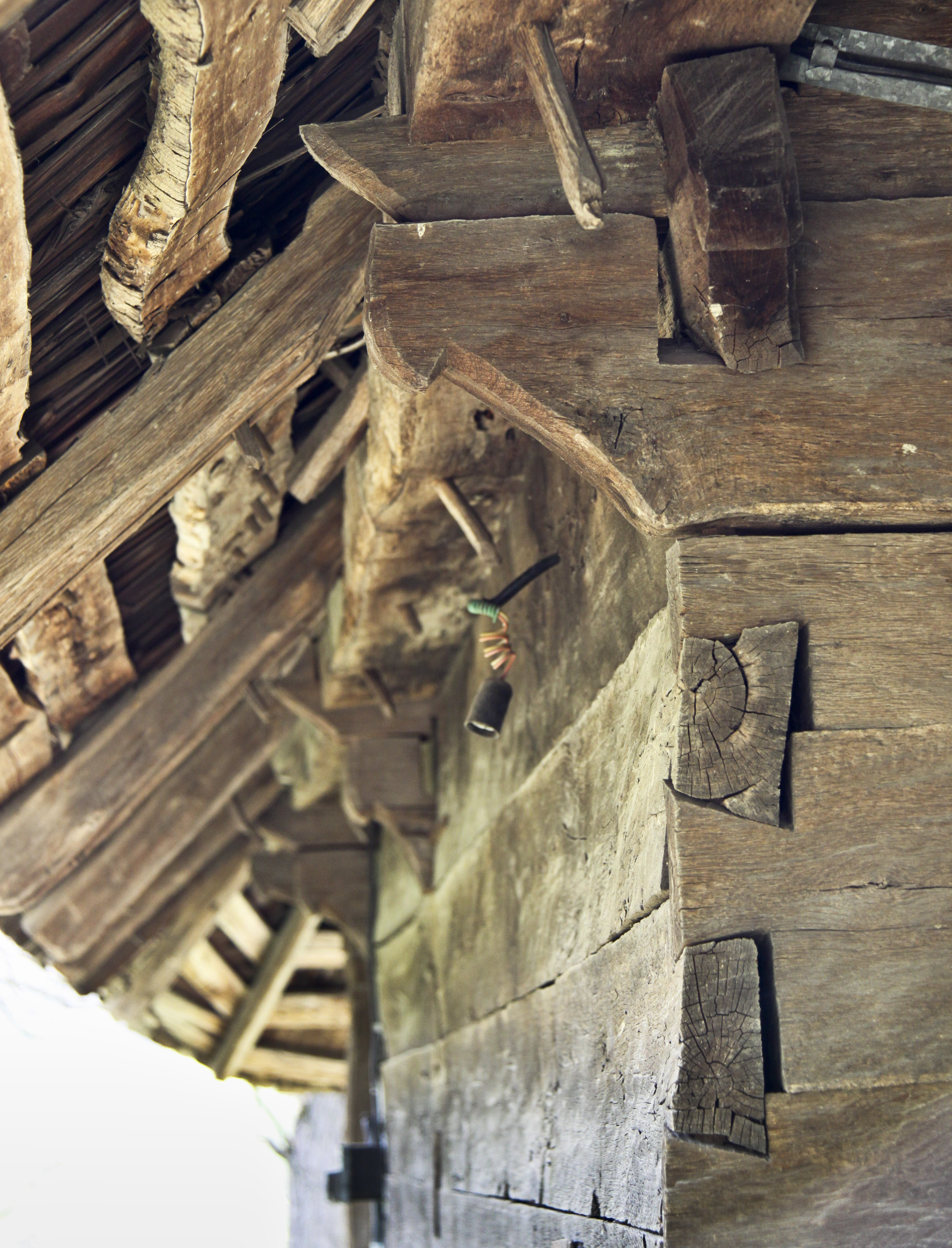
console cu capete
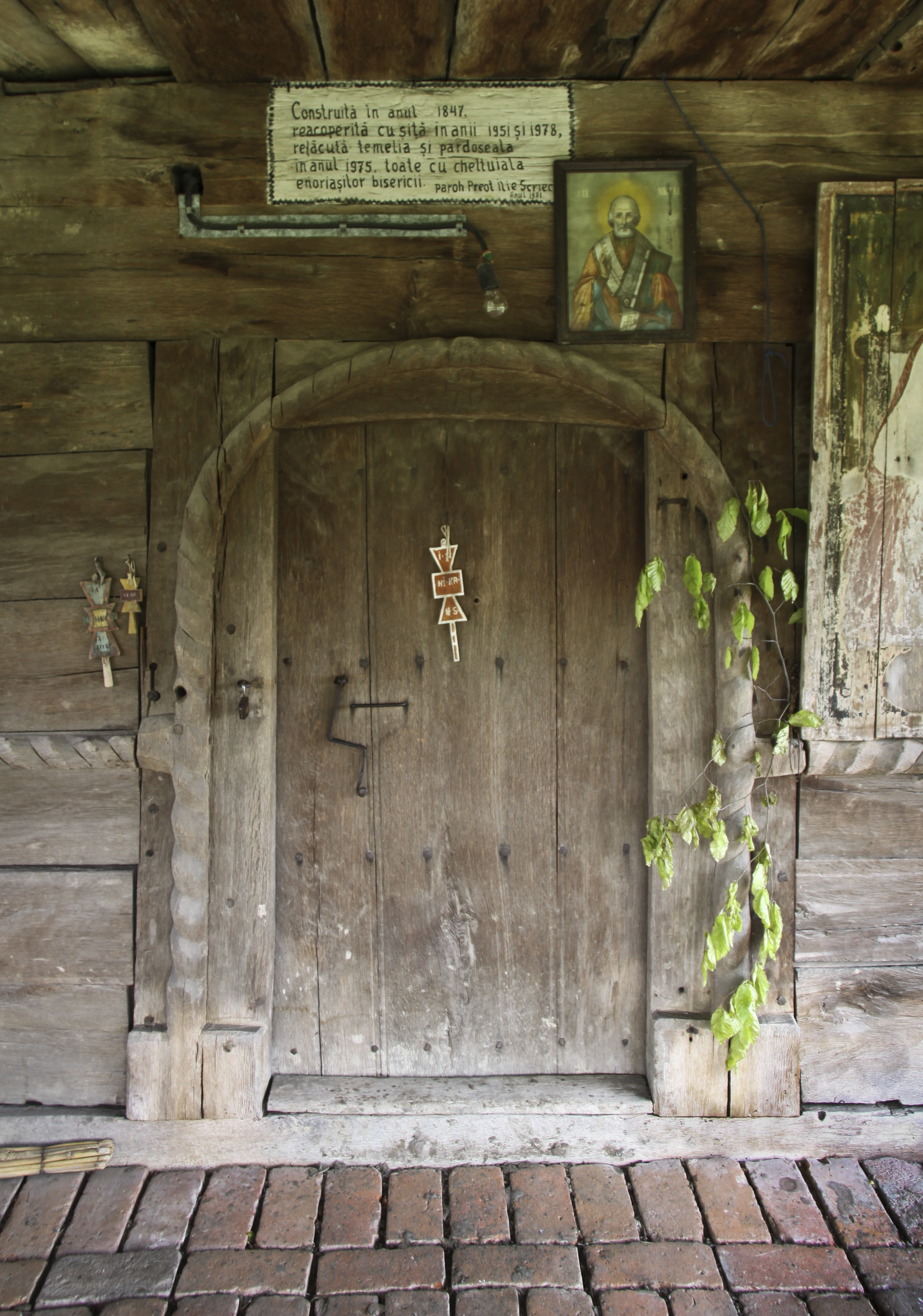
intrare
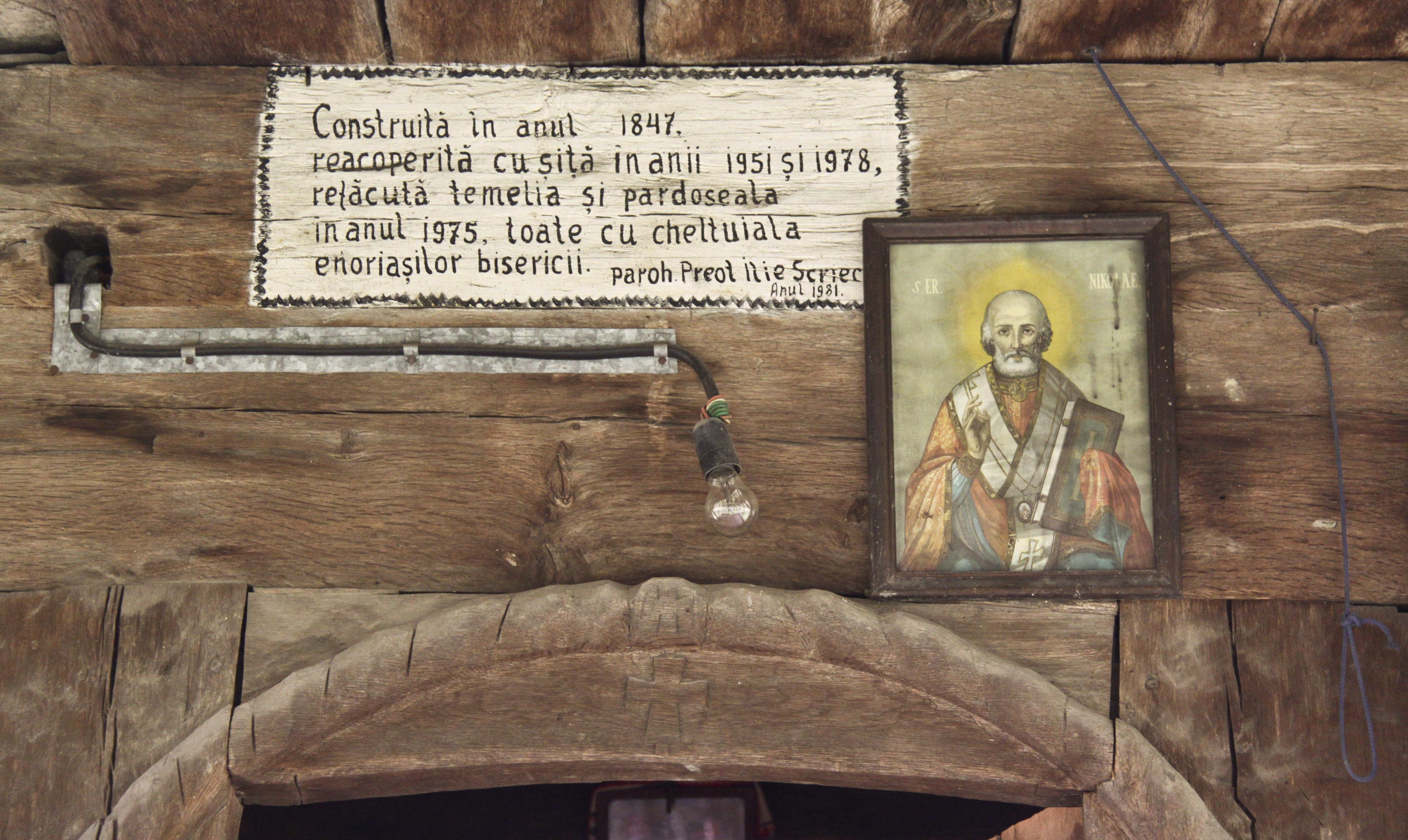
pisanie peste intrare
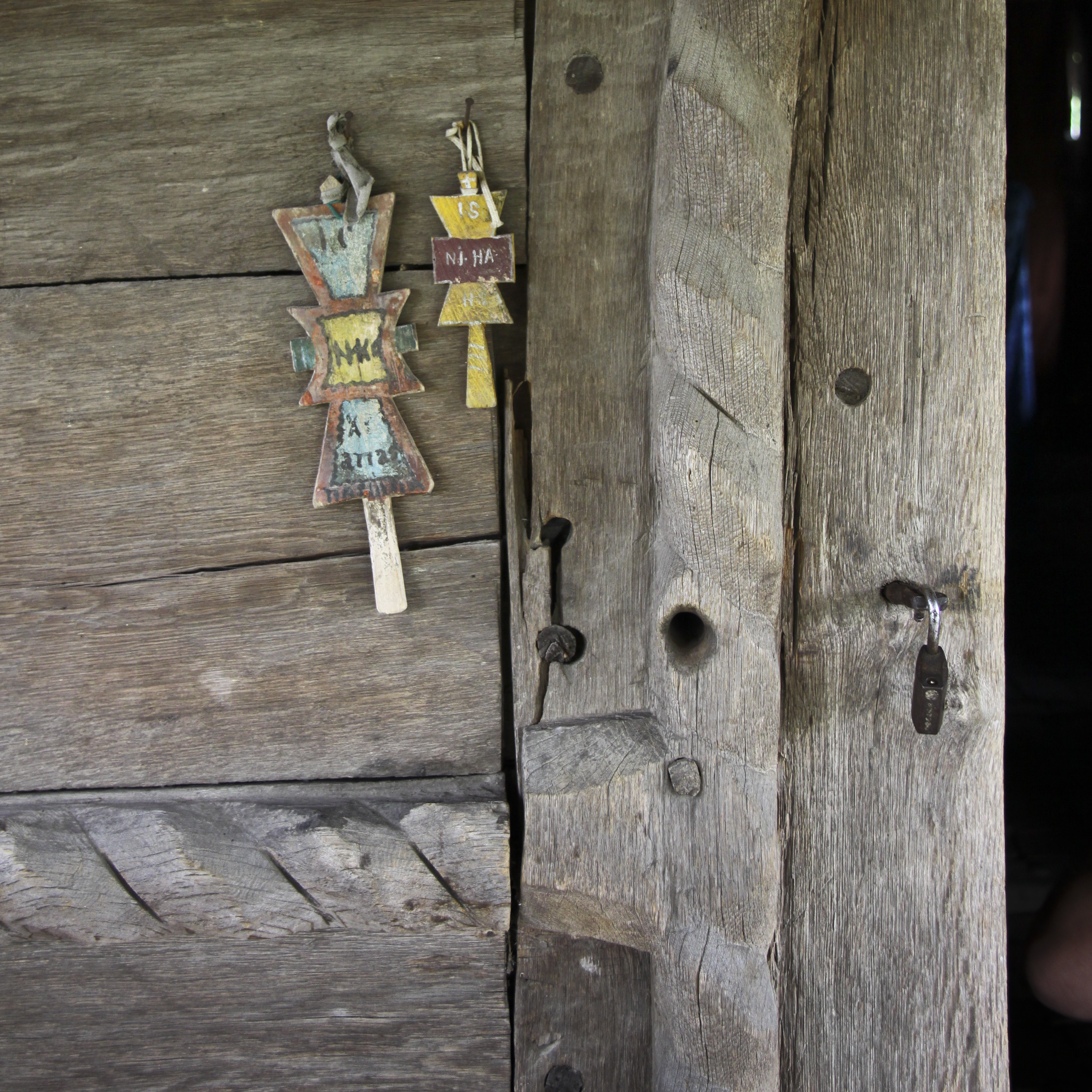
dataliu la portal
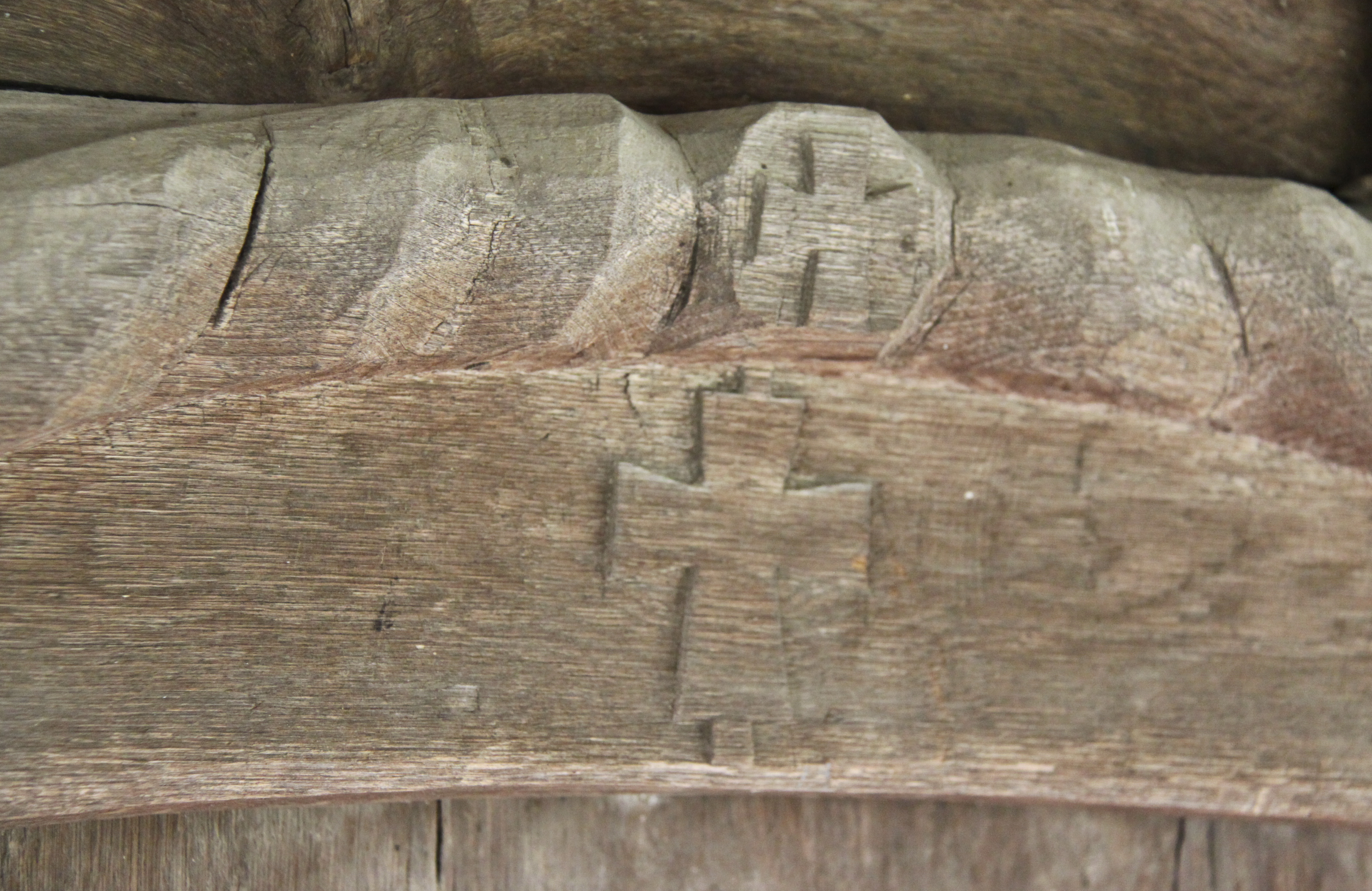
sculptură portal

## Imagini interioare

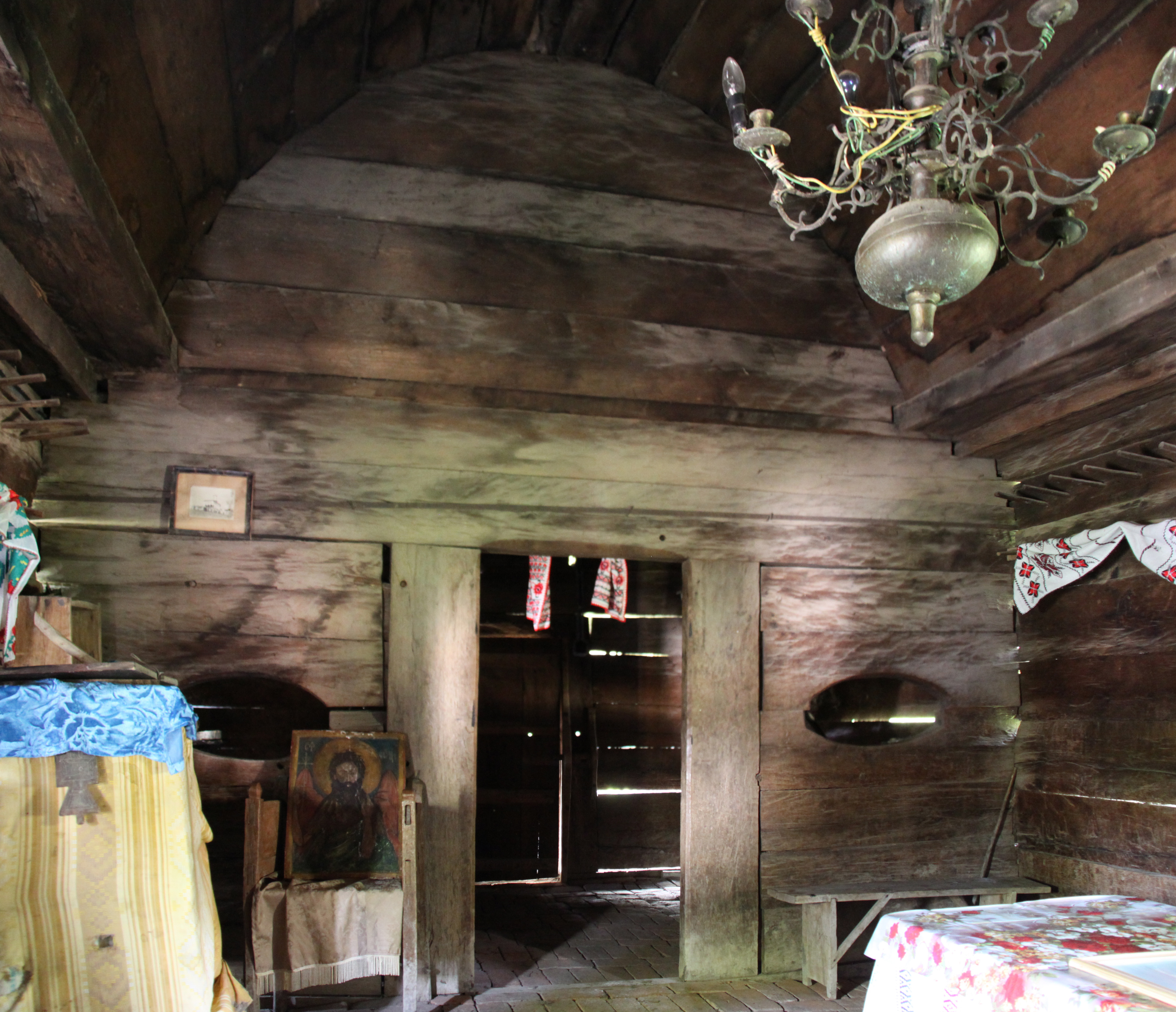
naos, vest
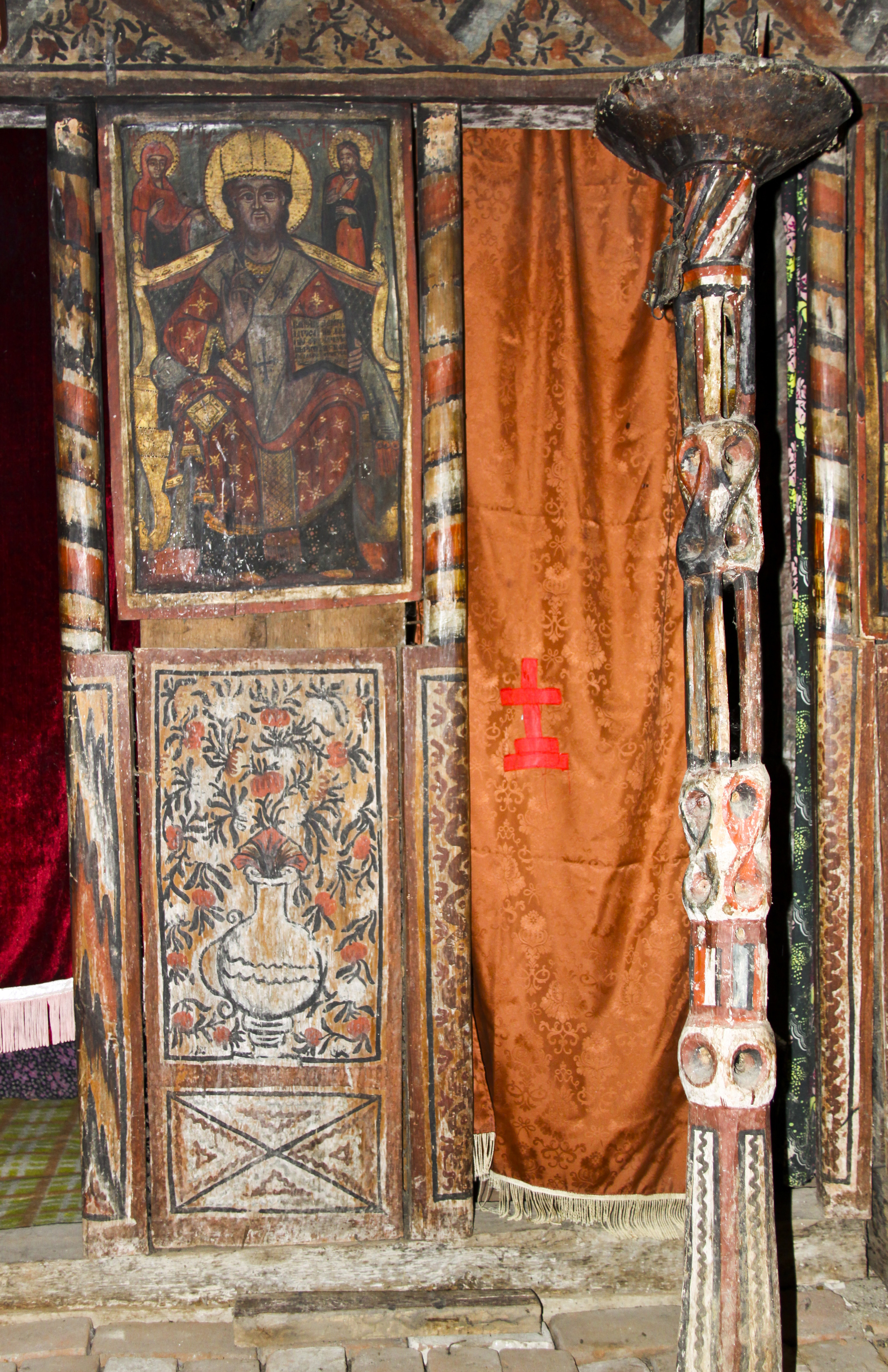
uşă diaconească
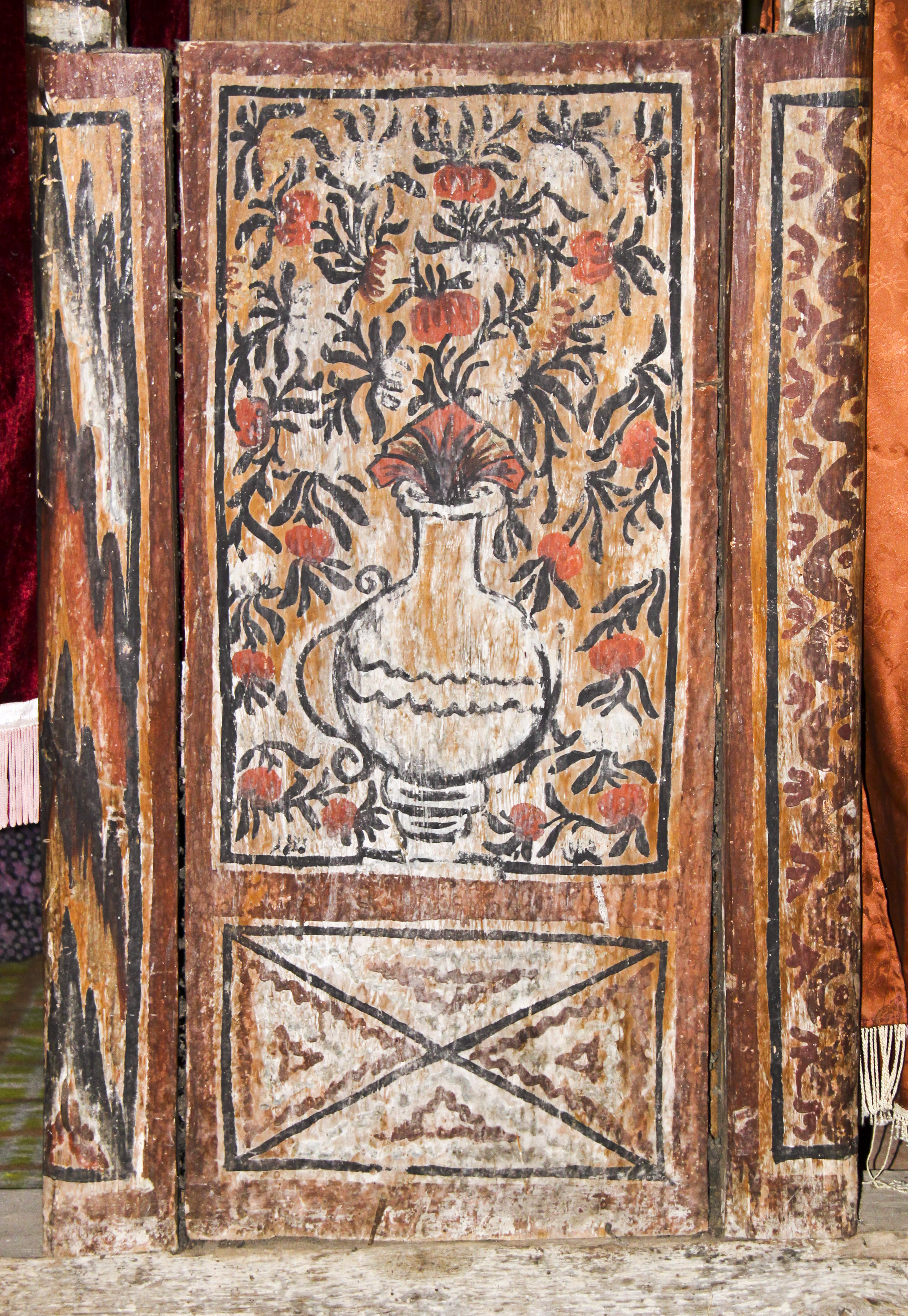
poală de icoană
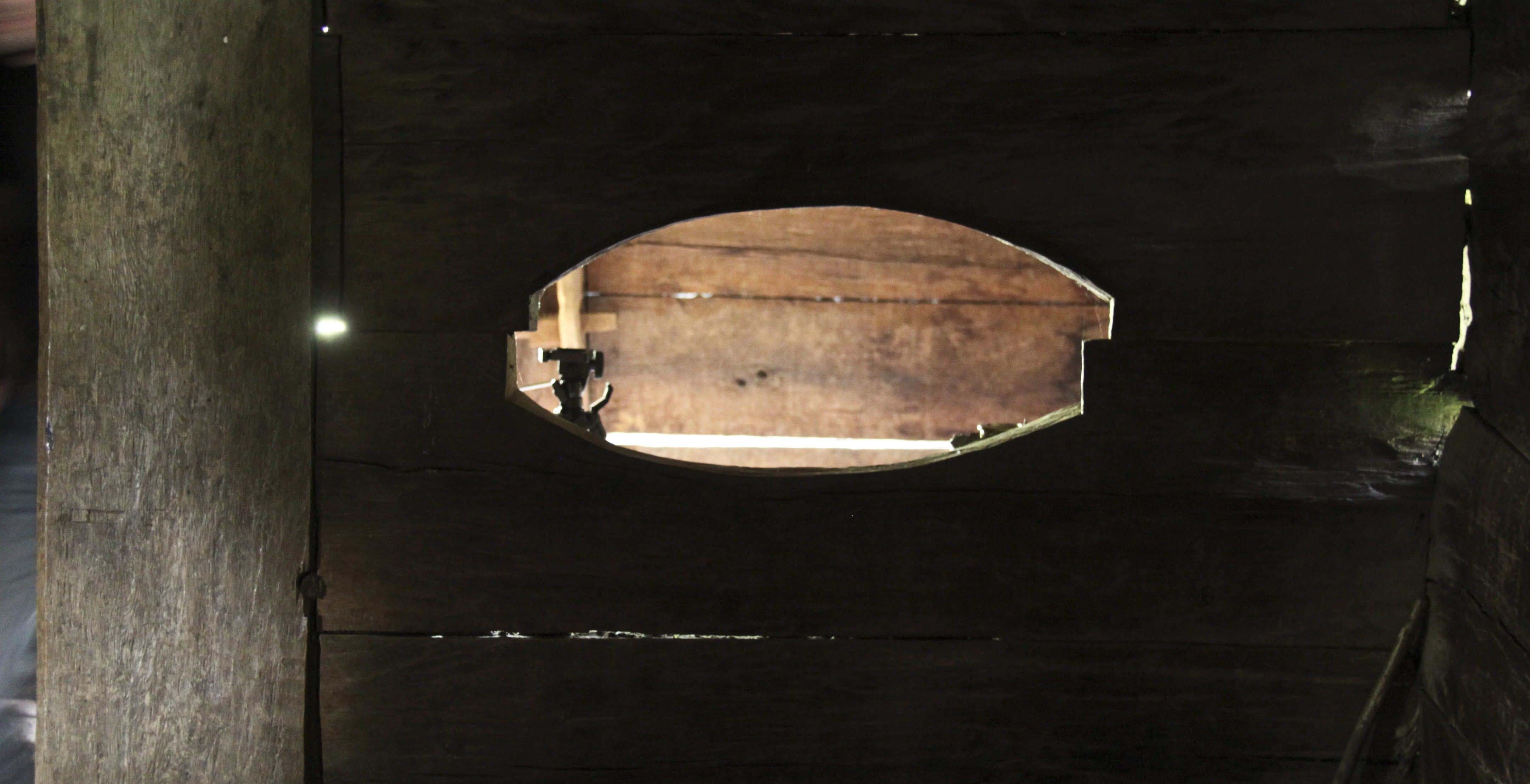
gol spre tindă
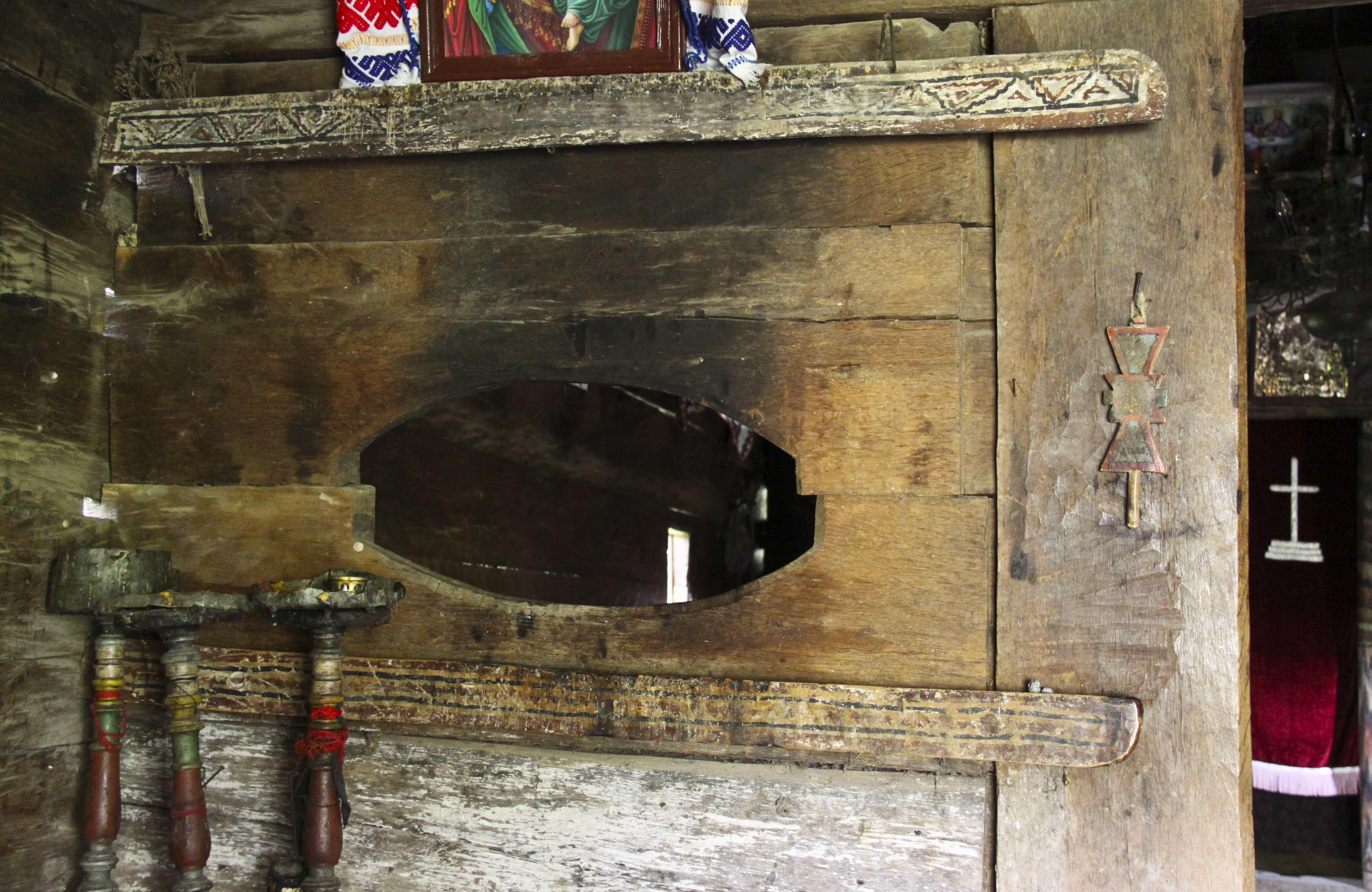
gol în tindă
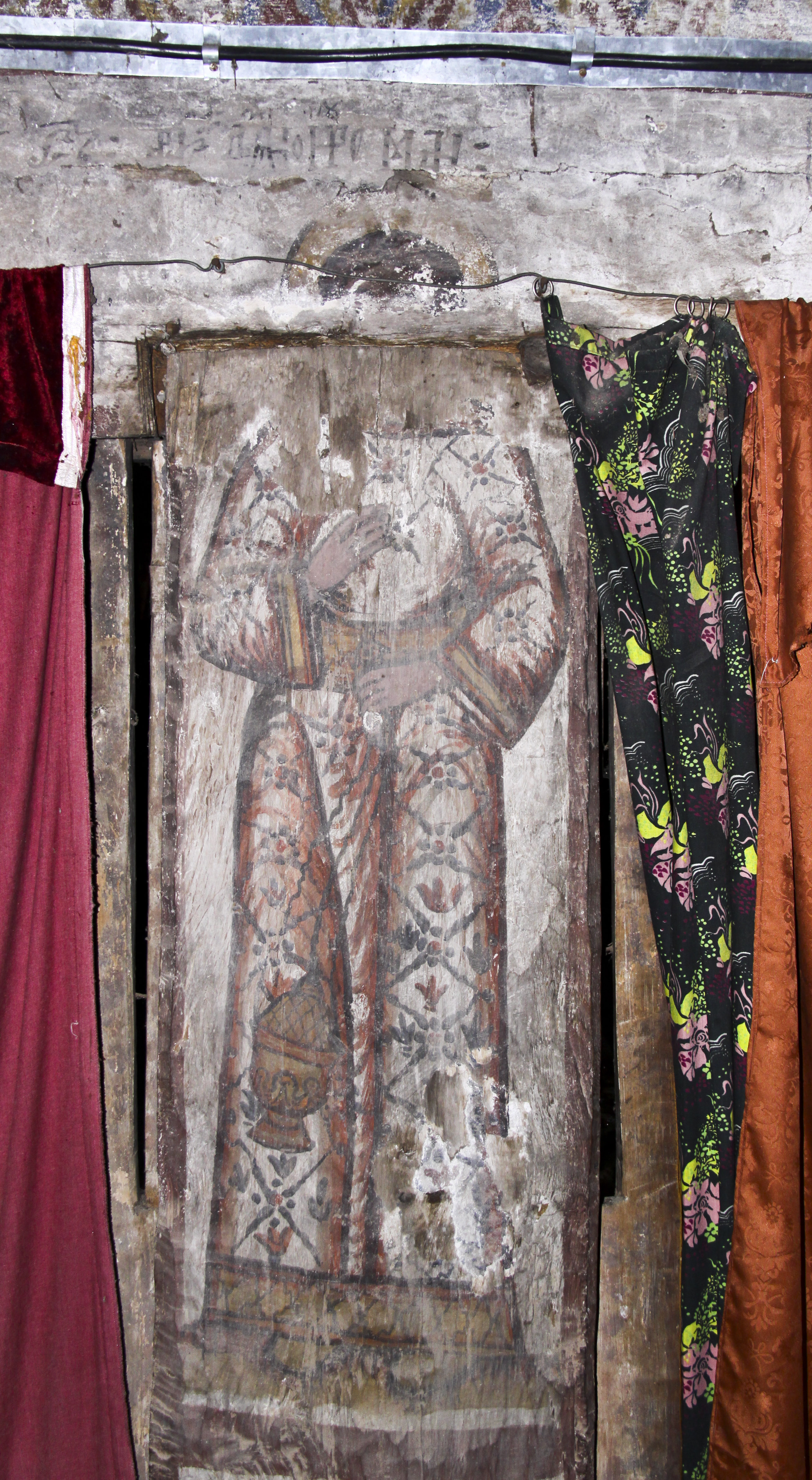
arhidiaconul Roman
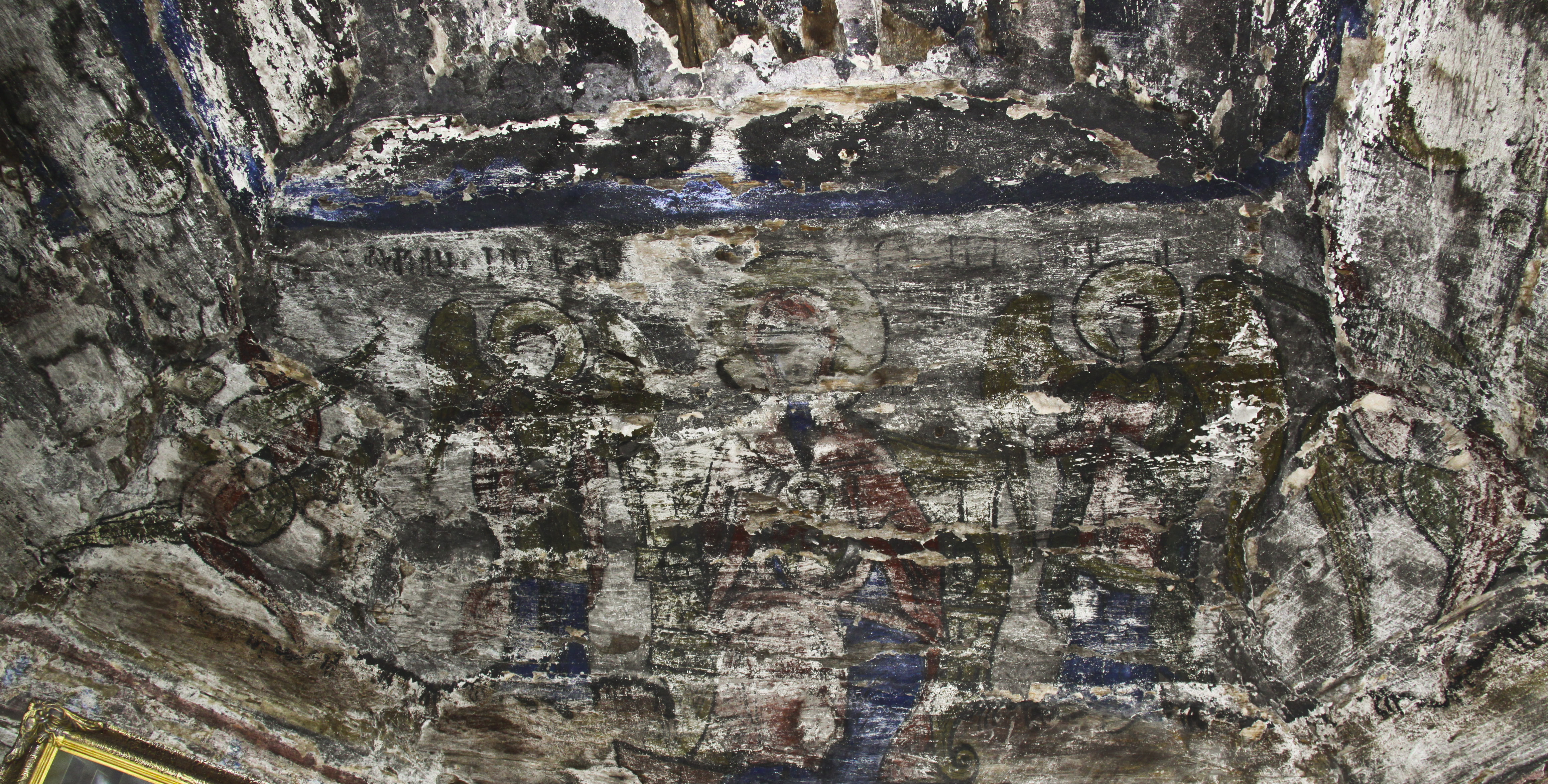
Madona pe bolta altarului
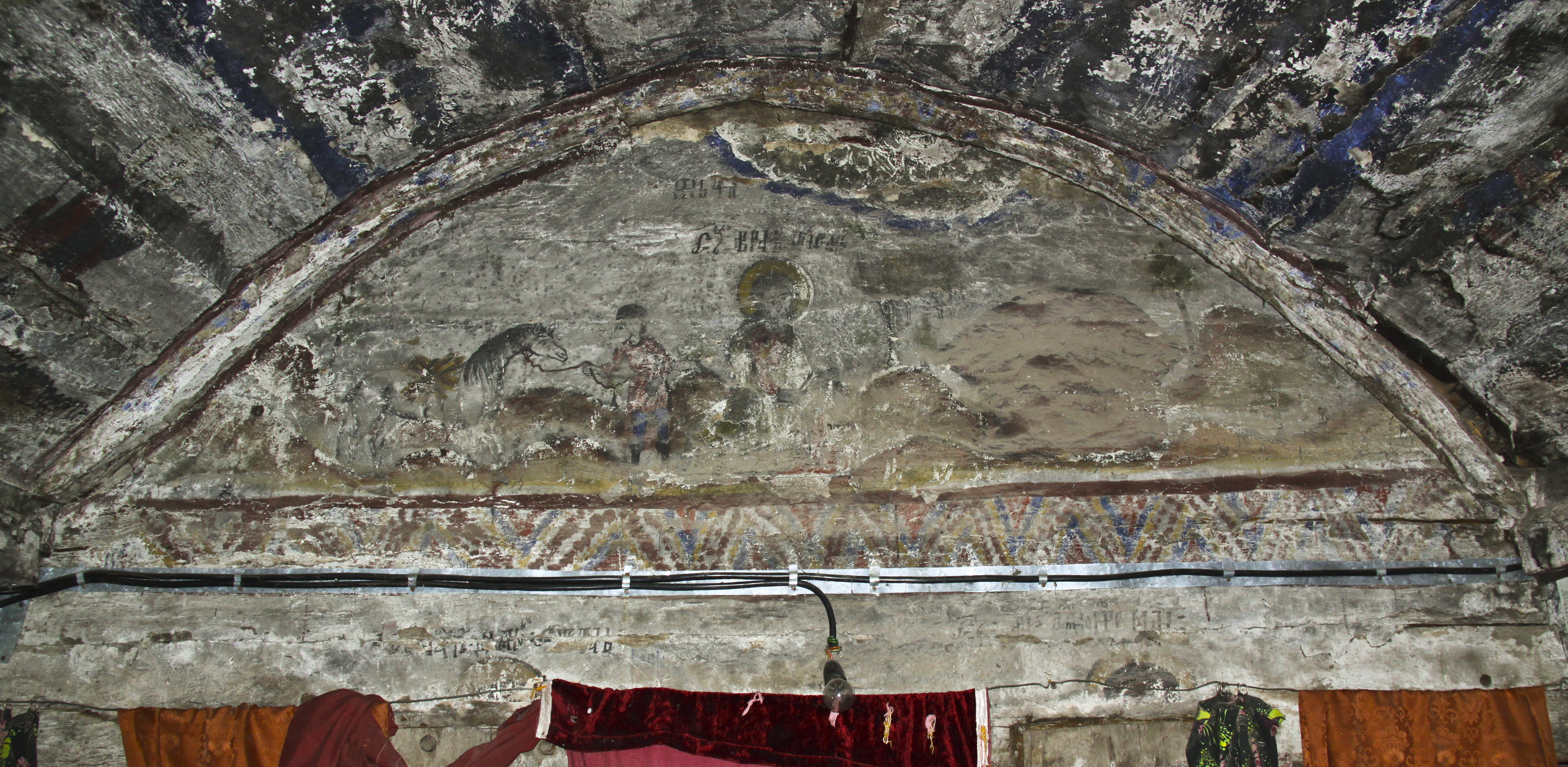
dosul tâmplei, altar
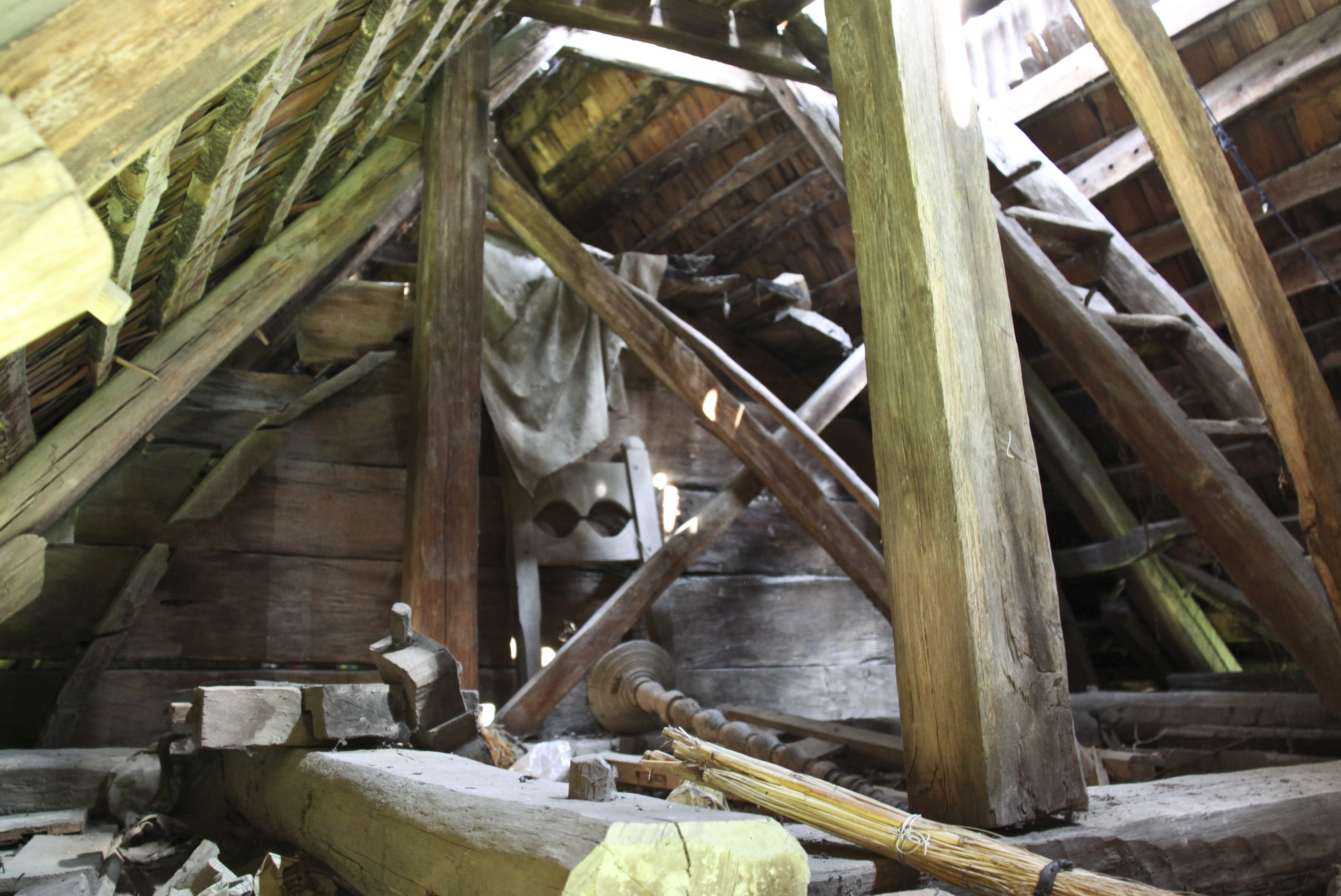
pod

## Imagini din cimitir

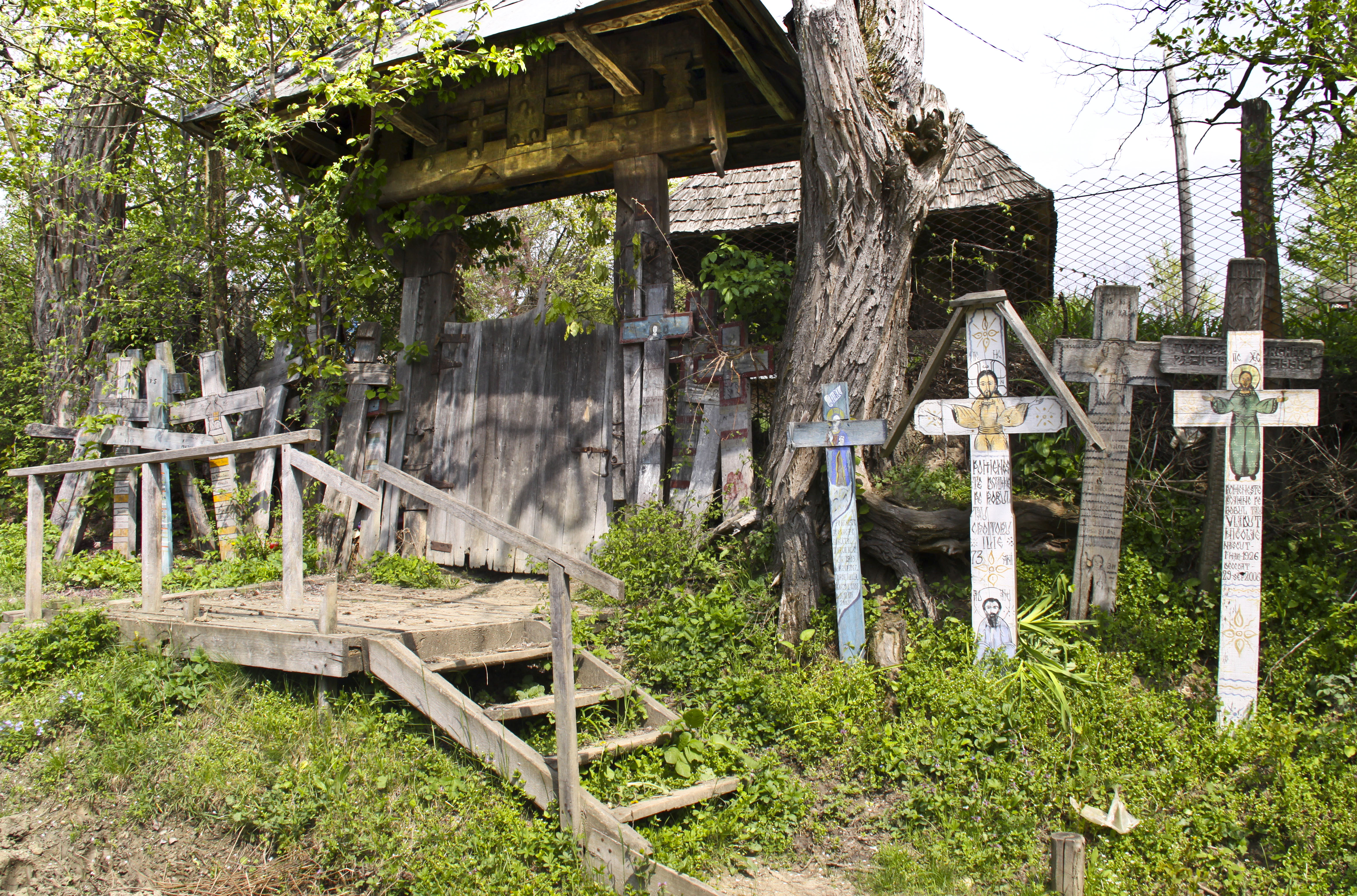
poarta de apus
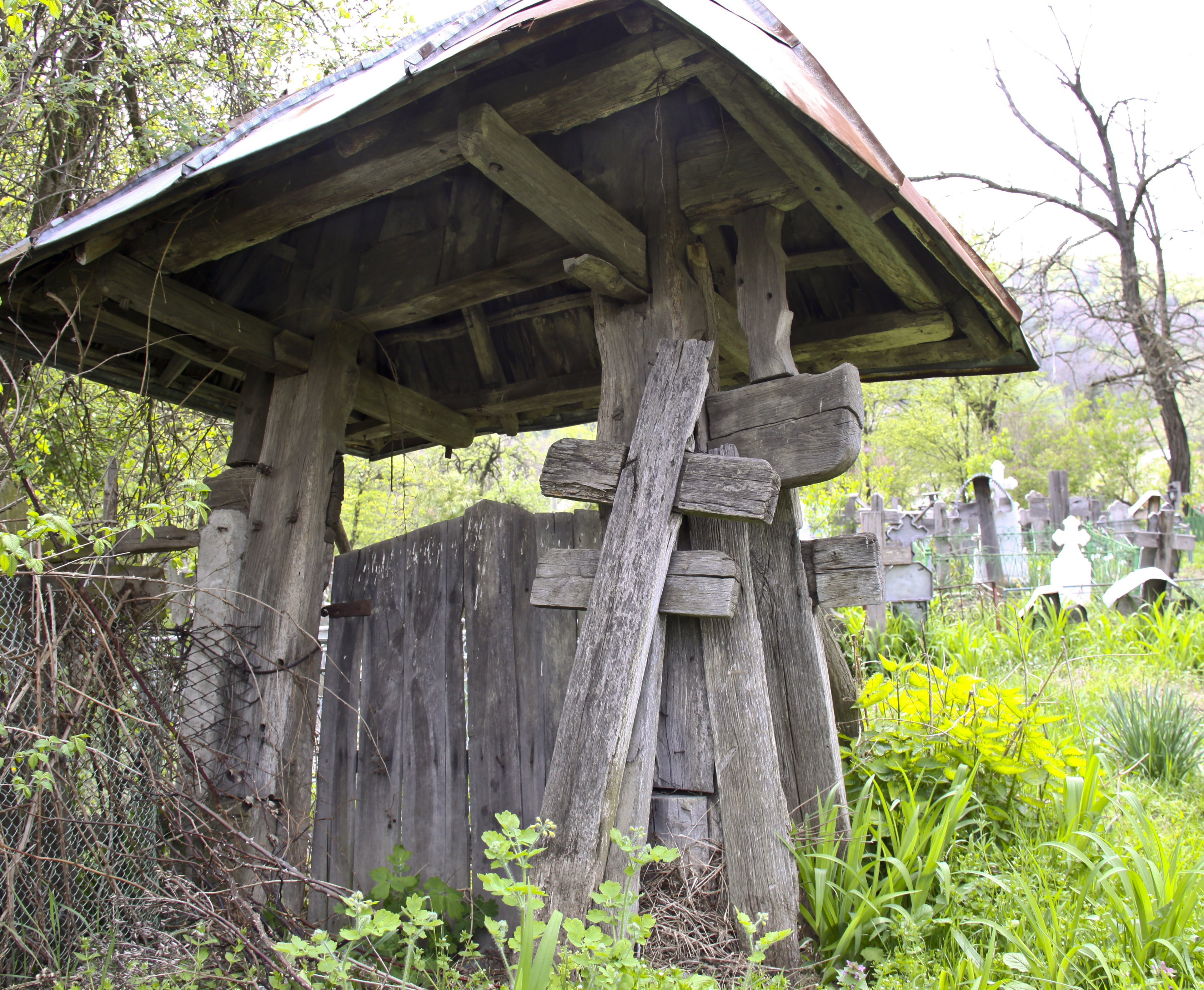
poarta de răsărit
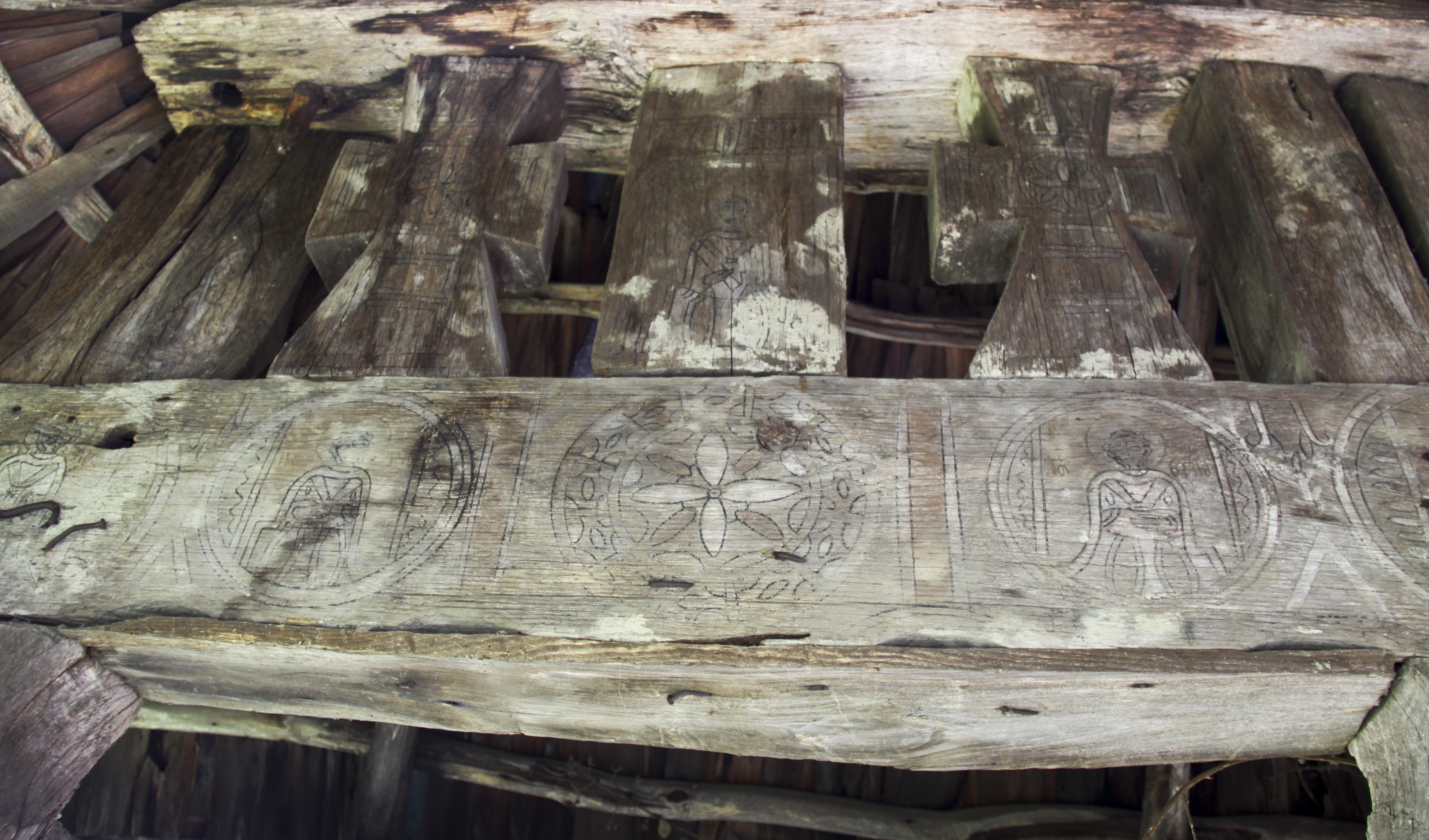
peste poarta de răsărit
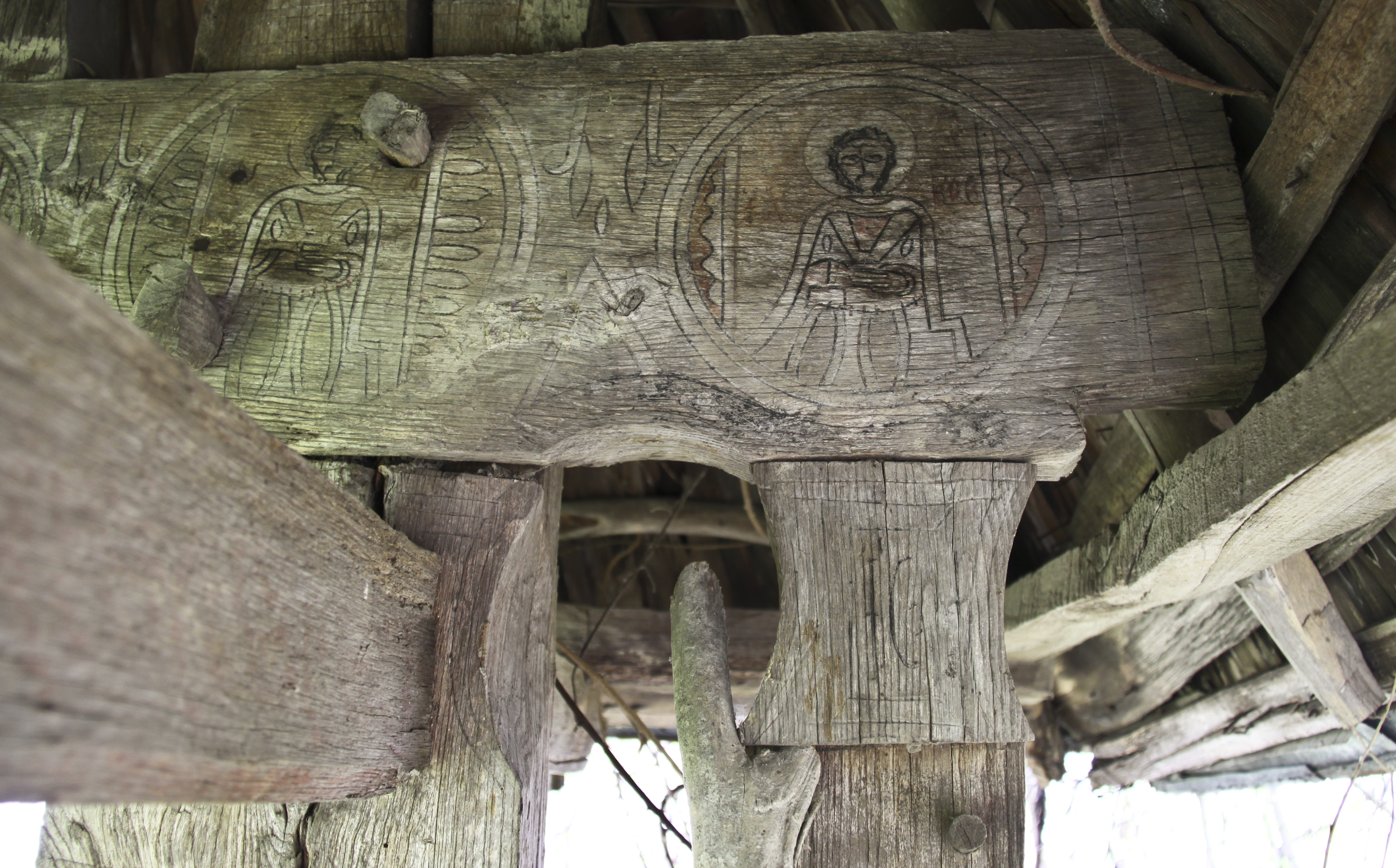
icoane incizate, poarta de răsărit